# Гейворт (Іллінойс)
Гейворт (англ. Heyworth) — селище (англ. village) в США, в окрузі Маклейн штату Іллінойс. Населення — 2791 особа (2020).

## Географія
Гейворт розташований за координатами 40°18′55″ пн. ш. 88°58′40″ зх. д. / 40.31528° пн. ш. 88.97778° зх. д. (40.315281, -88.977748).  За даними Бюро перепису населення США в 2010 році селище мало площу 4,88 км², уся площа — суходіл. В 2017 році площа становила 7,69 км², з яких 7,53 км² — суходіл та 0,16 км² — водойми.

## Демографія
Згідно з переписом 2010 року, у селищі мешкала 2841 особа в 1002 домогосподарствах у складі 776 родин. Густота населення становила 582 особи/км².  Було 1055 помешкань (216/км²).
Расовий склад населення:
| - 96,9 % — білих - 0,4 % — чорних або афроамериканців - 0,4 % — азіатів - 0,2 % — корінних американців |

До двох чи більше рас належало 1,5 %. Частка іспаномовних становила 2,2 % від усіх жителів.
За віковим діапазоном населення розподілялося таким чином: 30,6 % — особи молодші 18 років, 59,5 % — особи у віці 18—64 років, 9,9 % — особи у віці 65 років та старші. Медіана віку мешканця становила 34,3 року. На 100 осіб жіночої статі у селищі припадало 96,6 чоловіків;  на 100 жінок у віці від 18 років та старших — 93,2 чоловіків також старших 18 років.
Середній дохід на одне домашнє господарство  становив 78 103 долари США (медіана — 72 727), а середній дохід на одну сім'ю — 93 695 доларів (медіана — 89 464). Медіана доходів становила 60 455 доларів для чоловіків та 44 948 доларів для жінок. За межею бідності перебувало 5,8 % осіб, у тому числі 3,6 % дітей у віці до 18 років та 3,4 % осіб у віці 65 років та старших.
Цивільне працевлаштоване населення становило 1398 осіб. Основні галузі зайнятості: фінанси, страхування та нерухомість — 30,3 %, освіта, охорона здоров'я та соціальна допомога — 18,6 %, виробництво — 8,9 %, мистецтво, розваги та відпочинок — 7,0 %.